# Pseudagrion massaicum
Pseudagrion massaicum е вид водно конче от семейство Coenagrionidae. Видът не е застрашен от изчезване.

## Разпространение
Разпространен е в Ангола, Ботсвана, Етиопия, Замбия, Зимбабве, Кения, Коморски острови, Лесото, Малави, Мозамбик, Намибия, Свазиленд, Сомалия, Танзания, Уганда, Южен Судан и Южна Африка.